# پری‌شاهرخ پشت‌زرد
پری‌شاهرخ پشت‌زرد (نام علمی: Icterus chrysater) نام یک گونه از سرده پری‌شاهرخ بر جدید است.